# Moha (Fejér)
Pour les articles homonymes, voir Moha (homonymie).
Moha est un village et une commune du comitat de Fejér en Hongrie.

## Économie
Production de l'eau de source Mohai.